# The Cat Empire
The Cat Empire é uma banda australiana composta de 6 a 9 membros entre cantores e instrumentistas. Seu som é um misto de jazz, folk, ska e rock com grandes influencias de música latina e extenso uso dos metais.

## Carreira
A banda foi formada em Melbourne em 1999 quando seus integrantes se conheceram no Melbourne Jazz Festival. Com a proposta de experimentar estilos tiveram um relativo sucesso com seu primeiro álbum de 2003 aparecendo em programas de televisão na Austrália. Seu segundo álbum Two Shoes gravado em Havana, Cuba, chamou atenção da critica e foi muito elogiado. Algumas das músicas desse CD como Sly a In My Pocket foram utilizadas como trilha sonora em estádios e inicios das transmissões da Copa do Mundo 2006 na Alemanha. Em 2007, eles ja eram relativamente bem conhecidos nos Estados Unidos, quando tocaram no The Late Show with David Letterman.

## Discografia

### Álbuns de estúdio
- Stolen Diamonds (2019)

- Rising with the Sun (2016)

- Steal the Light (2015)
- Cinema (2010)
- So Many Nights (2007)
- Cities: The Cat Empire Project (2006)
- Two Shoes (2005)
- Tapes Breaks and Outtakes (2003)
- The Cat Empire (2003)
- The Sun

### Álbuns ao vivo
- Live On Earth (2009)
- On The Attack (2004)
- Live @ Adelphia (2001)

## Membros

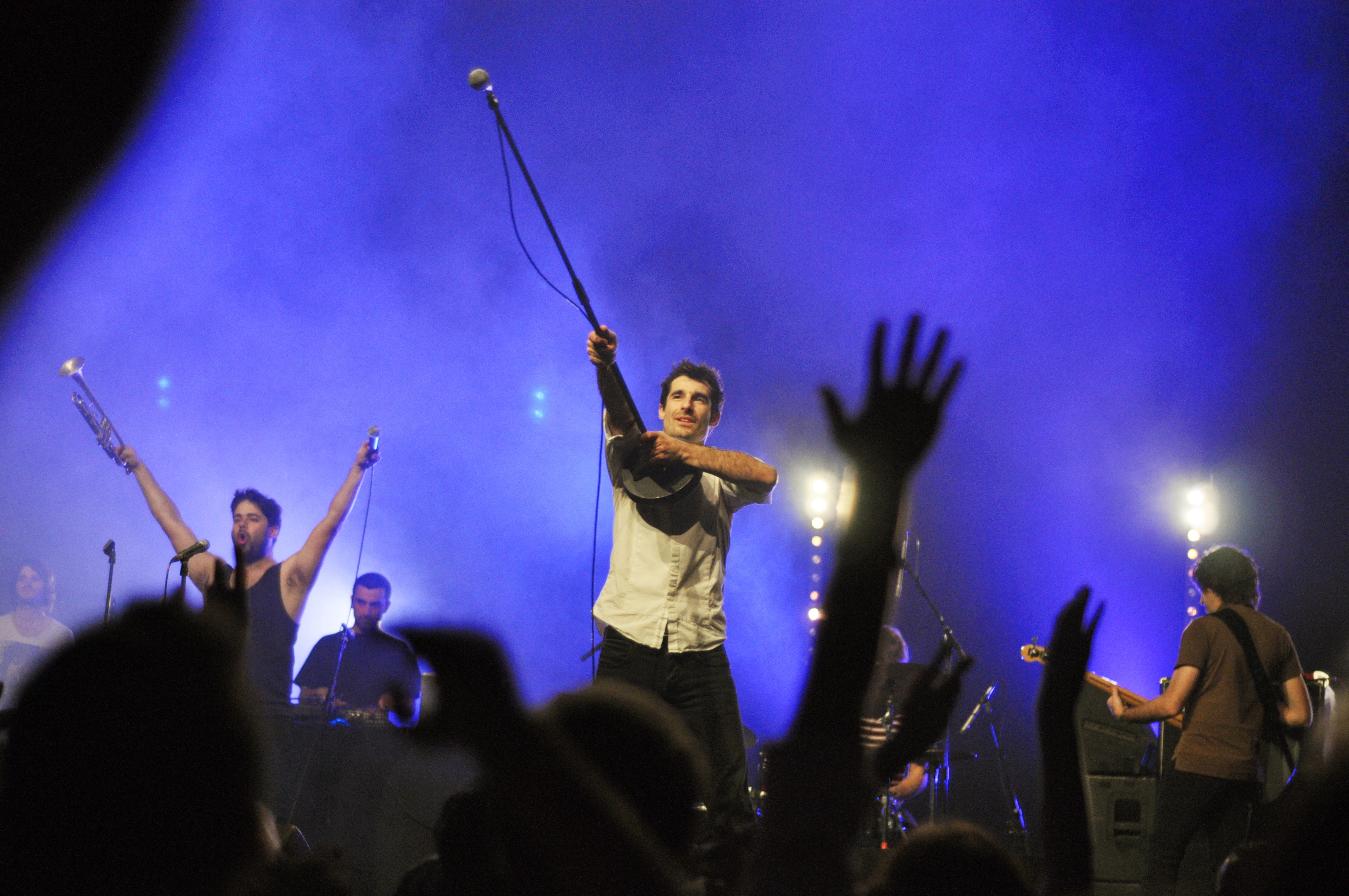
Tocando The Chariot: "our weapons were our instruments"

- Felix Riebl ( vocais e percussão )
- Harry James Angus ( vocais e trompete )
- Ollie McGill ( teclados )
- Ryan Monro ( baixo )
- Will Hull Brown ( bateria )
- Jamshid "Jumps" Khadiwhala ( turntables )

### Metais
- Kieran Conrau ( trombone )
- Ross Irwin ( trompete )

### Madeiras
- Carlo Barbaro ( sax )